# Olof Håkansson (borgmästare)
Olof Håkansson, född omkring 1590, död 6 juli 1665 i Skänninge, Östergötlands län, var en svensk borgmästare i Skänninge stad.

## Biografi
Olof Håkansson föddes senast omkring 1590. Han var son till borgaren Håkan Olofsson och Brita Svensdotter i Skänninge. Olof Håkansson arbetade först som smed och borgare i Skänninge. Han blev 1621 rådman i Skänninge och 1625 borgmästare. Olof Håkansson blev åter igen rådman 1627 och blev åter igen borgmästare 1653. Han tog avsked 1659 och avled 1665 i Skänninge.

### Familj
Olof Håkansson gifte sig första gången omkring 1620 med Margareta Nordanväder (död 1635), dotter till borgmästaren Erik Nordanväder i Skänninge. De fick tillsammans sonen guvernören Erik Lindschöld (1634–1690).
Han gifte sig andra gången 1 december 1635 med Brita Joensdotter (död 1643), dotter till rådmannen Joen Eriksson och Maria Svensdotter i Skänninge.
Han gifte sig en tredje gången 17 maj 1645 med Ingeborg Hansdotter (död 1659), dotter till borgmästaren Hans Henriksson och Ingrid Olofsdotter i Skänninge.
Olof Håkansson barn kom att kalla sig Lindeman.